# Калькатерра, Грант
Грант Калькатерра (англ. Grant Calcaterra; 4 декабря 1998, Лос-Анджелес, Калифорния) — профессиональный американский футболист, тайт-энд клуба НФЛ «Филадельфия Иглз». На студенческом уровне выступал за команды Оклахомского и Южного методистского университетов. На драфте НФЛ 2022 года был выбран в шестом раунде.

## Биография
Грант Калькатерра родился 4 декабря 1998 года. Один из трёх детей в семье. Окончил старшую школу в городе Ранчо-Санта-Маргарита, играл в футбол за её команду. На момент выпуска входил в десятку лучших тайт-эндов школьного футбола по версиям ESPN, 247Sports и Scout.

### Любительская карьера
В начале 2017 года Калькатерра поступил в Оклахомский университет, отклонив предложения спортивной стипендии от ряда других учебных заведений. В своём дебютном сезоне он сыграл за команду в четырнадцати матчах, набрав на приёме 162 ярда с тремя тачдаунами. В 2018 году Калькатерра стал основным тайт-эндом «Оклахомы». В четырнадцати проведённых играх он набрал 396 ярдов с шестью тачдаунами, в том числе двумя в финальном матче конференции Big 12. В 2019 году он смог принять участие всего в пяти играх, большую часть турнира пропустив из-за проблем со здоровьем. В ноябре Калькатерра заявил о намерении приостановить спортивную карьеру после серии сотрясений мозга.
Покинув университет, он работал строителем и пожарным в южной Калифорнии. Калькатерра планировал выйти на драфт 2020 года, но в итоге решил не рисковать здоровьем, возвращаясь к занятиям спортом. В 2021 году он поступил в Южный методистский университет и возобновил карьеру в NCAA. В двенадцать играх сезона он набрал на приёме 465 ярдов, занёс четыре тачдауна. После окончания турнира Калькатерра был приглашён на матч всех звёзд выпускников колледжей и съезд скаутов клубов НФЛ.

#### Статистика выступлений в NCAA
| Сезон | Команда         | Игры | Приём | Приём | Приём | Приём | Вынос | Вынос | Вынос | Вынос |
| Сезон | Команда         | Игры | Rec   | Yds   | Y/A   | TD    | Att   | Yds   | Y/A   | TD    |
| ----- | --------------- | ---- | ----- | ----- | ----- | ----- | ----- | ----- | ----- | ----- |
| 2017  | Оклахома Сунерс | 14   | 10    | 162   | 16,2  | 3     | 0     | 0     | 0,0   | 0     |
| 2018  | Оклахома Сунерс | 14   | 26    | 396   | 15,2  | 6     | 0     | 0     | 0,0   | 0     |
| 2019  | Оклахома Сунерс | 5    | 5     | 79    | 15,8  | 0     | 0     | 0     | 0,0   | 0     |
| 2021  | СМЮ Мустангс    | 12   | 38    | 465   | 12,2  | 4     | 0     | 0     | 0,0   | 0     |
| Всего | Всего           | 45   | 79    | 1102  | 13,9  | 13    | 0     | 0     | 0,0   | 0     |

### Профессиональная карьера
Весной 2022 года издание Bleacher Report ставило Калькатерру на десятое место среди выходящих на драфт тайт-эндов, ему прогнозировали выбор в четвёртом раунде. Аналитик издания Нейт Тайс к его сильным сторонам относил длинные руки, хорошую дистанционную скорость и опасность на вертикальных маршрутах, уровень атлетизма, позволяющий уверенно работать в роли блокирующего. Минусами игрока называли антропометрические данные и склонность допускать технические ошибки при приёме мяча.
На драфте Калькатерра был выбран «Филадельфией» в шестом раунде. В мае 2022 года он подписал с клубом четырёхлетний контракт на сумму 3,8 млн долларов. В команде он воссоединился с квотербеком Джейленом Хертсом, с которым они вместе выступали за «Оклахому». В регулярном чемпионате НФЛ он дебютировал на третьей неделе сезона в матче с «Вашингтоном».

#### Статистика выступлений в НФЛ

##### Регулярный чемпионат
| Сезон | Команда          | Игры | Приём | Приём | Приём | Приём | Вынос | Вынос | Вынос | Вынос |
| Сезон | Команда          | Игры | Rec   | Yds   | Y/A   | TD    | Att   | Yds   | Y/A   | TD    |
| ----- | ---------------- | ---- | ----- | ----- | ----- | ----- | ----- | ----- | ----- | ----- |
| 2022  | Филадельфия Иглз | 6    | 1     | 40    | 40,0  | 0     | 0     | 0     | 0,0   | 0     |
| Всего | Всего            | 6    | 1     | 40    | 40,0  | 0     | 0     | 0     | 0,0   | 0     |

* На 9 ноября 2022 года